# PAN AM/パンナム
『PAN AM/パンナム』は、アメリカ合衆国のテレビドラマ。ソニー・ピクチャーズ テレビジョン製作。ABC系列で2011年9月25日から2012年2月19日まで放送された（全14話）。
日本では2012年3月からIMAGICA BS（現・WOWOWプラス）で放送されたほか2015年1月からは地上波初放送として、5いっしょ3ちゃんねる加盟局（テレビ神奈川・千葉テレビ放送・テレビ埼玉・とちぎテレビ・群馬テレビ）で放送されその後、テレビ東京系列局（テレビ北海道・テレビ愛知・テレビ大阪）でも放送された。

## 概要
1963年のパンアメリカン航空が舞台。タイトルロゴもパンナムで実際に使われていたものをそのまま採用している。ニューヨークを拠点に世界を飛び回る客室乗務員やパイロットたちのドラマを描く。
1964年1月1日を迎えたところでシーズン1が終了し、そのまま打ち切りとなった。
ケネディ大統領が登場するエピソードや、ビートルズと同じ町に居合わせるエピソードなどもある。
製作のソニーは、現在のパンナムブランドを保有するパンナム・システムズから許諾を受けた。
原案者でプロデューサーでもあるナンシー・ハルト・ガニスは元パンナム・スチュワーデス。本作で使用されている制服も、パンナム社のオリジナル制服を実際に計測・撮影するなどして、コルセットやガードルにいたるまで忠実に再現している。
ただし、喫煙や人種問題、国籍問題や政治活動に関する描写など、史実と異なる部分もある。
パイロット版（第1話）では特撮が多用されており、衣装などの細部を再現するための費用も含めて推定約1000万ドルの製作費が使われた。

## 登場人物
- 国名・地名は、劇中での時点のもの。

### 主な登場人物
マギー・ライアン
演 - クリスティーナ・リッチ、日本語吹替 - 小島幸子
国際便のパーサーで、私生活でもリーダー的な存在。履歴・能力を偽って「理想的なスチュワーデス像」を自己演出して採用された。ポルトガル語やギリシア語が流暢だと主張していたが、実は片言しか解さなかった。会社上層部をも恐れない自己主張の強さのため、トラブルを招くこともある。自己保身のためには同僚に関する告げ口も辞さない。ケネディ大統領の選挙事務所で働いていたことがある。なお、ポルトガル語についてはその後、猛勉強して、第14話までにはかなり理解できるようになった。
ローラ・キャメロン
演 - マーゴット・ロビー、日本語吹替 - 坂本真綾
新人スチュワーデス。英語のほか、フランス語、イタリア語が話せる。結婚式当日、「まだ自分の人生を生きていない」という現実にいたたまれなくなり家出。姉ケイトと同じスチュワーデスになる決心をする。初フライト寸前、『ライフ』誌の表紙を飾る。当初はケイトと同居していたが、姉の過保護さに辟易し、マギーのアパートに転がり込む。保守的だと思われていたが、『ライフ』誌のフォローアップ取材に来たカメラマンにプライベートでヌード写真を撮ってもらったり、黒人男性とデートしたりという（当時としては）革新的な面も見せる。テッドにプレゼントされたカメラで自らも写真を撮るようになるが、そのためにソビエト連邦渡航時にはスパイ容疑で逮捕されてしまう。
ケイト・キャメロン
演 - ケリ・ガーナー、日本語吹替 - 中村千絵
経験豊富なスチュワーデス。英語とイタリア語を含む3か国語が堪能。ブリジット（後述）の後継者としてCIAのスパイにスカウトされる。スパイ活動については妹ローラにも明かせないため、渡航先でしばしば行き違いが起こる。ニコ・ロンザ（後述）の一件の後、スパイを辞めたいと申し出る。最後の任務は、MI6とCIAのエージェント・リストの密売を阻止することだったが、その際にロジャー・アンダーソン（後述）を救ったのがきっかけで自分のスパイとしての才能に気付き、結局、スパイ活動を継続することにする。
コレット・ヴァロワ
演 - カリーヌ・ヴァナッス、日本語吹替 - 白石涼子
フランス出身のスチュワーデス。幼少の頃、ナチスのフランス占領時に両親を殺された。そのため、ドイツ人を嫌っている。フランス語、英語に加え、「強制的に習わされた」というドイツ語も堪能で、合計4か国語が話せる。ディーンと恋に落ちる。ディーンの元恋人だったブリジットとは親友同士だったが、彼女が結婚によって退職したと思い込んでいた。復職したブリジットから「結婚はデマ」だと知らされ、ショックを受ける。
ディーン・ローリー
演 - マイク・ヴォーゲル、日本語吹替 - 近藤隆
国際便の主操縦士。元空軍パイロット。たまたまエレベーターで乗り合わせた会社幹部に「新時代のパイロット」としての自分を売り込み、若くして主操縦士に抜擢される。ソビエト連邦への新航路開拓時にも操縦士の1人として指名を受ける。前パーサーのブリジットと恋愛関係にあったため、しばらくは彼女の失踪に気を病んでいた。モンテカルロへの渡航をきっかけに上司の「秘書」（実は愛人）と親密になるが、マギーの密告によって（?）破局する。ハイチでの不時着騒動の後、コレットと恋仲になる。しかし、ブリジットへの想いが完全に消えたわけではない?
テッド・ヴァンダーウェイ
演 - マイケル・モーズリー、日本語吹替 - 土田大
国際便の副操縦士。元海軍のテストパイロットで、宇宙飛行士になる夢を持っていた。テスト機の欠陥を隠蔽するためのスケープゴートとして退役に追い込まれた後、父のコネでパンナムに就職。ディーンが自分を追い越して主操縦士に昇格したため、当初は嫉妬し、飛行中にも何かと反論していたが、「機長である俺の命令に従うか、自分の機を得るか、どっちかにしろ」と言われて以来、協力的になる。女に手が早いように見えるが、実は面倒見が良い。ローラに好意を寄せる。母親からは「エドワード」と呼ばれている。母親同士の仲介でアマンダ・メイソン（後述）と最初は仕方なくデートするが、すぐに意気投合し、やがて求婚する。ローラへの想いは断ち切ったように見えたが...?

### その他の登場人物
ブリジット・ピアース
演 - アナベル・ウォーリス、日本語吹替 - 魏涼子
イギリス人。国際線のパーサーだったが、突然辞職。恋人のディーンにも告げずに、ロンドンのアパートも引き払って姿をくらます。実はMI6のスパイとしてCIAに協力していたが、危険が迫ったために身を隠したのだった。その後継者としてケイトをCIAに推薦する。その後、ケイトがエージェント・リストの密売を阻止してくれたことにより身の安全が確保され、パンナムに復職する。そして、ディーンに真実を告白するが...。
リチャード・パークス
演 - ジェレミー・デヴィッドソン、日本語吹替 - 志村知幸
CIAの指令をケイトに伝えるハンドラー（連絡係）。いつも帽子とトレンチコートを着用している。任務遂行のためには手段を選ばないと言いつつ、ケイトの要望を聞き入れることもある。
ロジャー・アンダーソン
演 - デヴィッド・ハーバー、日本語吹替 - 咲野俊介
MI6のエージェントで、イギリスにおけるケイトの連絡係。
アマンダ・メイソン
演 - アシュリー・グリーン、日本語吹替 - 松谷彼哉
テッドの幼馴染だったが、母親同士の紹介で久しぶりに再会し、すぐに意気投合。テッドの父との会食で機転を利かせてテッドをかばう。テッドに求婚されて即「イエス」と答えるが、同じ夜、マギーにキスしてしまう。自分は男性よりも女性を好む性質らしいと気付きつつ、テッドとの結婚にこだわる。結婚まで貞操を守るという主義だったが...。登場前の記事では、テッドの昔の恋人あるいは過去に関わりのあった人物とされていた。
ニコ・ロンザ
演 - ゴラン・ヴィシュニック、日本語吹替 - 木内秀信
ユーゴスラビアの国連代表。ケイトが諜報目的で近づくが、本当に愛し合うようになる。すると、CIAはその状況を利用し、ケイトに「ニコをアメリカに寝返らせ、スパイに仕立て上げろ」と命じる。
サンジーヴ
演 - カル・パレック
国際線の航空機関士。

## エピソード・リスト
- 主人公たちの拠点はニューヨーク、アイドルワイルド空港（現：ジョン・F・ケネディ国際空港）。
- 国名・地名は劇中時点、初回放送日はアメリカでのもの。

| 放送順 | 製作番号 | 邦題                    | 原題                          | 目的地 / 渡航先                                      | 初回放送日            |
| ------ | -------- | ----------------------- | ----------------------------- | ---------------------------------------------------- | --------------------- |
| 1      | 101      | ようこそパンナムへ      | Pilot                         | ロンドン                                             | 2011年 9月25日        |
| 2      | 103      | パリの香り              | We'll Always Have Paris[注 4] | パリ                                                 | 10月2日               |
| 3      | 104      | それぞれのベルリン      | Ich Bin Ein Berliner[注 5]    | ベルリン                                             | 10月9日               |
| 4      | 102      | 対立の行方              | Eastern Exposure              | ラングーン、ジャカルタ、香港                         | 10月16日              |
| 5      | 105      | モンテカルロ カジノの夜 | One Coin in a Fountain        | モンテカルロ                                         | 10月23日              |
| 6      | 106      | 隠された過去            | The Genuine Article           | リオデジャネイロ                                     | 10月30日              |
| 7      | 108      | 禁じられたデート        | Truth or Dare                 | マドリード[注 6]                                     | 11月6日               |
| 8      | 109      | 命の重さ                | Unscheduled Departure         | カラカス[注 7][11]、ハイチ[注 7][12]、マイアミ[注 8] | 11月13日              |
| 9      | 110      | 危険な賭け              | Kiss Kiss Bang Bang[9][注 9]  | ロンドン[9]                                          | 12月4日[1][注 10]     |
| 10     | 111      | 秘密と嘘                | Secrets and Lies[13]          | ロンドン                                             | 2012年 1月8日[13][14] |
| 11     | 112      | 凍える関係              | Diplomatic Relations[13]      | モスクワ                                             | 1月15日[13]           |
| 12     | 113      | 時代の先駆者            | New Frontiers[13]             | ローマ                                               | 1月22日[13][注 11]    |
| 13     | 107      | 愛の余韻                | Romance Languages[13]         | ローマ                                               | 2月12日[13][注 12]    |
| 14     | 114      | 1964                    | 1964[13]                      | （なし）[注 13]                                      | 2月19日[13]           |

## 放送状況

### アメリカ
第1話で1100万人以上の視聴者を獲得して好調なスタートを切ったが、第8話までに約560万人と落ち込んだ。当初予定されていた13話にさらに1話が追加されたものの、結局、1シーズン限りで打ち切りとなった。最終話となった第14話の視聴者数は約390万人だった。
2012年1月8日の放送再開に先立つ2011年12月20日より、iTunes Storeで無料ダウンロード、Amazon.comやシネマナウなどで無料オンデマンド放送が始まった。

### 日本
日本では、2012年3月にIMAGICA BSで放送開始した。放送開始当時は、同局がスカパー!e2（現・スカパー!）の東経110度デジタル放送（CS放送）からBSデジタル放送（BS放送）に移行したばかりで番組編成も劇場映画からテレビドラマにも目を向けるようになり本作はその第1弾だった。同局のエンディングテーマ曲はゴスペラーズの『Up,UP and Away (Feat.May J.)』だった。放送は毎週月曜23:00から吹き替え版を同年3月5日から、毎週火曜24:00から吹き替え版を3月6日から開始した。その後、同局では繰り返し再放送された。
2015年1月からは5いっしょ3ちゃんねる加盟局で、「5いっしょ3ちゃんねる 海外ドラマ」として地上波初放送している。なお、本放送中は一切のCMを流さない形で放送される。50分程度の本編終了後に各局独自でCMがまとめて流れ、一部時間はミニアニメの『ドロンコロン』（テレビ神奈川制作）で穴埋めされる。群馬テレビに限り、従来からある土曜特番枠を使っての放送のため、特番放送日は休止・その分遅れが発生する（1月17日・24日・3月21日・4月11日・18日が該当）。その後テレビ東京系のうち3局でも放送されたがこちらでは本放送中でもCMを流して放送された。
| 放送対象地域 | 放送局                | 系列                           | 放送曜日・時間          | 放送時期                | 備考                        |
| ------------ | --------------------- | ------------------------------ | ----------------------- | ----------------------- | --------------------------- |
| 神奈川県     | テレビ神奈川（tvk）   | JAITS （5いっしょ3ちゃんねる） | 月曜 20:00 - 20:55      | 2015年1月5日 - 4月6日   |                             |
| 千葉県       | 千葉テレビ放送（CTC） | JAITS （5いっしょ3ちゃんねる） | 火曜 19:00 - 19:55      | 2015年1月6日 - 4月14日  | 3月30日は野球中継のため休止 |
| 埼玉県       | テレビ埼玉（TVS）     | JAITS （5いっしょ3ちゃんねる） | 水曜 20:00 - 20:55      | 2015年1月7日 - 5月6日   | 4月中は野球中継のため休止   |
| 栃木県       | とちぎテレビ（GYT）   | JAITS （5いっしょ3ちゃんねる） | 金曜 19:00 - 19:55      | 2015年1月9日 - 4月10日  |                             |
| 群馬県       | 群馬テレビ（GTV）     | JAITS （5いっしょ3ちゃんねる） | 土曜 20:00 - 20:55      | 2015年1月10日 - 5月16日 | 特番による休止あり（前述）  |
| 北海道       | テレビ北海道（TVh）   | テレビ東京系列                 | 月 - 水曜 11:35 - 12:30 | 2015年3月16日 - 4月14日 |                             |
| 愛知県       | テレビ愛知（TVA）     | テレビ東京系列                 | 木曜 26:05 - 27:05      | 2015年4月9日 - 7月2日   |                             |
| 大阪府       | テレビ大阪（TVO）     | テレビ東京系列                 | 日曜 24:35 - 25:35      | 2015年4月26日 - 8月9日  |                             |

各放送局の前後番組は以下のとおりである。
| テレビ神奈川 月曜日20:00 - 20:55（2015年1月 - 4月）                                              | テレビ神奈川 月曜日20:00 - 20:55（2015年1月 - 4月） | テレビ神奈川 月曜日20:00 - 20:55（2015年1月 - 4月）                    |
| 前番組                                                                                           | 番組名                                              | 次番組                                                                 |
| ------------------------------------------------------------------------------------------------ | --------------------------------------------------- | ---------------------------------------------------------------------- |
| 京都国宝浪漫                                                                                     | PAN AM/パンナム                                     | マッドメン                                                             |
| 千葉テレビ放送 火曜日19:00 - 19:55（2015年1月 - 4月）                                            |                                                     |                                                                        |
| 銀魂（19:00 - 19:30） ONGAX（19:30 - 19:55） ※両番組とも月曜のみに短縮                           | PAN AM/パンナム                                     | もっと 温泉女子                                                        |
| テレビ埼玉 水曜日20:00 - 20:55（2015年1月 - 5月）                                                |                                                     |                                                                        |
| 宇宙戦艦ヤマト2199（20:00 - 21:30）                                                              | PAN AM/パンナム                                     | 未定 ※当面は野球中継を放送                                             |
| とちぎテレビ 金曜日19:00 - 19:55（2015年1月 - 4月）                                              |                                                     |                                                                        |
| 探偵!ナイトスクープ                                                                              | PAN AM/パンナム                                     | 井上マーの教えてイイトコ宇都宮（第4金曜） 未定（第4金曜以外）          |
| 群馬テレビ 土曜日20:00 - 20:55（2015年1月 - 5月）                                                |                                                     |                                                                        |
| サタデースペシャル （特番枠、19:00 - 21:00） ※枠自体は継続し、不定期に当番組を中止して特番を放送 | PAN AM/パンナム                                     | サタデースペシャル （特番枠、19:00 - 21:00） ※当番組開始前の体制に戻る |
| テレビ北海道 月〜水曜日11:35 - 12:30（2015年3月 - 4月）                                          |                                                     |                                                                        |
| 台湾ドラマ「恋してる 愛してる」                                                                  | PAN AM/パンナム                                     | チャーリーズ・エンジェル第1シーズン                                    |
| テレビ愛知 木曜日 26:05 - 27:05（2015年4月 - 6月）                                               |                                                     |                                                                        |
| SHIROBAKO（26:05 - 26:35） 艦隊これくしょん -艦これ-（26:35 - 27:05）                            | PAN AM/パンナム                                     | 実は私は（26:05 - 26:35） アクエリオンロゴス（26:35 - 27:05）          |
| テレビ大阪 日曜日 24:35 - 25:35（2015年4月 - 8月）                                               |                                                     |                                                                        |
| 新チャーリーズ・エンジェル                                                                       | PAN AM/パンナム                                     | S・セガール劇場                                                        |

### その他の国
107か国での放送が決定しており、そのうち6か国で放送が始まっている（2011年11月現在）。
スウェーデンでは外国ドラマの第1話としては史上最高の視聴率を獲得し、カナダでは新ドラマ番組の首位のスタートを切り、アイルランドやノルウェーでも好調な滑り出しだった。

## 関連商品

### サウンドトラック
2011年12月20日、デジタル版サウンドトラックがiTunes Storeでリリースされた（そのうち2曲は無料）。その後、サウンドトラックCDが2012年1月17日に発売。

#### 収録曲
- "Around The World" by Buddy Greco
- "Fly Me To The Moon" by Grace Potter
- "Call Me Irresponsible" by Bobby Darin
- "Blue Skies" by Ella Fitzgerald
- "The Girl From Ipanema" by Stan Getz & Joao Gilberto w/ Astrud Gilberto and Antonio Carlos Jobim
- "New York City Blues" by Peggy Lee
- "The Best Is Yet To Come" by Shirley Horn
- "Mais Que Nada" by Sergio Mendes & Brasil '66
- "Just One More Chance" by Billie Holiday（無料ダウンロード）
- "I Can't Stop Loving You" by Count Basie
- "Break It To Me Gently" by Brenda Lee（無料ダウンロード）
- "Do You Want To Know A Secret" by Nikki Jean
- "Quando Quando Quando (Tell Me When)" by Connie Francis
- "Destination Moon" by Dinah Washington